# 2014-es labdarúgó-világbajnokság-selejtező (UEFA – I csoport)
A 2014-es labdarúgó-világbajnokság európai selejtező, I csoportjának eredményeit tartalmazó lapja. A csoport sorsolását 2011. július 30-án tartották Rio de Janeiróban. A csoportban körmérkőzéses, oda-visszavágós rendszerben játszottak egymással a csapatok. A csoportelső automatikus résztvevője lett a 2014-es labdarúgó-világbajnokságnak, a csoport második helyezett a pótselejtezőn vehetett részt.
A csoportban a világbajnoki és Európa-bajnoki címvédő Spanyolország, valamint Franciaország, Fehéroroszország, Grúzia és Finnország szerepel.

## Tabella
| Hely. | Csapat           | M | Gy | D | V | G+ | G– | Gk  | P  | Továbbjutás                         |     | Spanyolország | Franciaország | Finnország | Grúzia | Fehéroroszország |
| ----- | ---------------- | - | -- | - | - | -- | -- | --- | -- | ----------------------------------- | --- | ------------- | ------------- | ---------- | ------ | ---------------- |
| 1.    | Spanyolország    | 8 | 6  | 2 | 0 | 14 | 3  | +11 | 20 | Kijutott a 2014-es világbajnokságra |     | —             | 1–1           | 1–1        | 2–0    | 2–1              |
| 2.    | Franciaország    | 8 | 5  | 2 | 1 | 15 | 6  | +9  | 17 | Továbbjutott a második fordulóba    |     | 0–1           | —             | 3–0        | 3–1    | 3–1              |
| 3.    | Finnország       | 8 | 2  | 3 | 3 | 5  | 9  | −4  | 9  |                                     |     | 0–2           | 0–1           | —          | 1–1    | 1–0              |
| 4.    | Grúzia           | 8 | 1  | 2 | 5 | 3  | 10 | −7  | 5  |                                     | 0–1 | 0–0           | 0–1           | —          | 1–0    |                  |
| 5.    | Fehéroroszország | 8 | 1  | 1 | 6 | 7  | 16 | −9  | 4  |                                     | 0–4 | 2–4           | 1–1           | 2–0        | —      |                  |

## Mérkőzések
A mérkőzéseket 2012. szeptember 7-e és 2013. október 15-e között játszották le. A pontos menetrendről az országok labdarúgó-szövetségei 2011. szeptember 23-án Párizsban egyeztettek.
| 2012. szeptember 7. 21:00 (UTC+4) |

| Grúzia          | 1–0               | Fehéroroszország |
| --------------- | ----------------- | ---------------- |
| Okriashvili 51' | (0–0) Jegyzőkönyv |                  |

| Borisz Paicsadze Stadion, Tbiliszi Nézőszám: 20 000 Játékvezető: Stanislav Todorov (bolgár) |

| 2012. szeptember 7. 21:30 (UTC+3) |

| Finnország | 0–1               | Franciaország |
| ---------- | ----------------- | ------------- |
|            | (0–1) Jegyzőkönyv | Diaby 20'     |

| Olimpiai Stadion, Helsinki Nézőszám: 35 111 Játékvezető: Craig Thomson (skót) |

| 2012. szeptember 11. 21:30 (UTC+4) |

| Grúzia | 0–1               | Spanyolország |
| ------ | ----------------- | ------------- |
|        | (0–0) Jegyzőkönyv | Soldado 86'   |

| Borisz Paicsadze Stadion, Tbiliszi Nézőszám: 54 598 Játékvezető: Svein Oddvar Moen (norvég) |

| 2012. szeptember 11. 21:00 (UTC+2) |

| Franciaország                    | 3–1               | Fehéroroszország |
| -------------------------------- | ----------------- | ---------------- |
| Capoue 49' Jallet 68' Ribéry 80' | (0–0) Jegyzőkönyv | Putsila 72'      |

| Stade de France, Saint-Denis Nézőszám: 52 552 Játékvezető: Hüseyin Göçek (török) |

| 2012. október 12. 18:30 (UTC+1) |

| Finnország                     | 1–1                 | Grúzia     |
| ------------------------------ | ------------------- | ---------- |
| Hämäläinen 62' A. Eremenko 58′ | (0 - 0) Jegyzőkönyv | Kashia 56' |

| Olypiastadion, Helsinki Nézőszám: 12 607 Játékvezető: Yevhen Aranovskiy (ukrán) |

| 2012. október 12. 21:00 (UTC+3) |

| Fehéroroszország | 0–4               | Spanyolország              |
| ---------------- | ----------------- | -------------------------- |
|                  | (0–2) Jegyzőkönyv | Alba 12' Pedro 21' 69' 79' |

| Dynama Stadion, Minszk Nézőszám: 28 800 Játékvezető: Serge Gumienny (belga) |

| 2012. október 16. 19:00 (UTC+3) |

| Fehéroroszország      | 2–0               | Grúzia |
| --------------------- | ----------------- | ------ |
| Bressan 6' Drahun 28' | (2–0) Jegyzőkönyv |        |

| Dynama Stadion, Minszk Nézőszám: 15 300 Játékvezető: Rober Schörgenhofer (osztrák) |

| 2012. október 16. 21:00 (UTC+2) |

| Spanyolország | 1–1                 | Franciaország        |
| ------------- | ------------------- | -------------------- |
| Ramos 25'     | (1 - 0) Jegyzőkönyv | Olivier Giroud 90+4' |

| Vicente Calderón Stadion, Madrid Nézőszám: 46 825 Játékvezető: Felix Brynch (német) |

| 2013. március 22. 20:45 (UTC+1) |

| Spanyolország | 1–1               | Finnország |
| ------------- | ----------------- | ---------- |
| Ramos 49'     | (0–0) Jegyzőkönyv | Pukki 79'  |

| El Molinón, Gijón Nézőszám: 27 637 Játékvezető: Ovidiu Hațegan (román) |

| 2013. március 22. 21:00 (UTC+1) |

| Franciaország                        | 3–1               | Grúzia         |
| ------------------------------------ | ----------------- | -------------- |
| Giroud 45+1' Valbuena 47' Ribéry 61' | (1–0) Jegyzőkönyv | Kobakhidze 71' |

| Stade de France, Saint-Denis Nézőszám: 71 147 Játékvezető: Ivan Bebek (horvát) |

| 2013. március 26. 21:00 (UTC+1) |

| Franciaország  | 0–1               | Spanyolország |
| -------------- | ----------------- | ------------- |
| Pogba 77′, 78′ | (0–0) Jegyzőkönyv | Pedro 58'     |

| Stade de France, Saint-Denis Nézőszám: 78 329 Játékvezető: Kassai Viktor (magyar) |

| 2013. június 7. 19:00 (UTC+3) |

| Finnország         | 1–0               | Fehéroroszország |
| ------------------ | ----------------- | ---------------- |
| Shitov 57' (öngól) | (0–0) Jegyzőkönyv |                  |

| Olympiastadion, Helsinki Nézőszám: 24 916 Játékvezető: Eli Hacmon (izraeli) |

| 2013. június 11. 20:00 (UTC+3) |

| Fehéroroszország | 1–1               | Finnország |
| ---------------- | ----------------- | ---------- |
| Verkhovtsov 85'  | (0–1) Jegyzőkönyv | Pukki 24'  |

| Központi stadion, Homel Nézőszám: 10 100 Játékvezető: Libor Kovarik (cseh) |

| 2013. szeptember 6. 22:15 (UTC+4) |

| Grúzia | 0–0         | Franciaország |
| ------ | ----------- | ------------- |
|        | Jegyzőkönyv |               |

| Dinamo Arena, Tbiliszi Nézőszám: 25 000 Játékvezető: Fırat Aydınus (török) |

| 2013. szeptember 6. 21:30 (UTC+3) |

| Finnország | 0–2               | Spanyolország              |
| ---------- | ----------------- | -------------------------- |
|            | (0–1) Jegyzőkönyv | Jordi Alba 19' Negredo 86' |

| Olimpiai Stadion, Helsinki Nézőszám: 37 492 Játékvezető: Ivan Bebek (horvát) |

| 2013. szeptember 10. 21:00 (UTC+4) |

| Grúzia | 0–1               | Finnország              |
| ------ | ----------------- | ----------------------- |
|        | (0–0) Jegyzőkönyv | Eremenko 74' (11-esből) |

| Mikheil Meskhi Stadium, Tbilisi Nézőszám: 25 321 Játékvezető: Leontios Trattou (ciprusi) |

| 2013. szeptember 10. 22:00 (UTC+3) |

| Fehéroroszország           | 2–4               | Franciaország                                 |
| -------------------------- | ----------------- | --------------------------------------------- |
| Filipenko 32' Kalachev 58' | (1–0) Jegyzőkönyv | Ribéry 47' (11-esből) 64' Nasri 70' Pogba 73' |

| Központi stadion, Homel Nézőszám: 12 203 Játékvezető: Daniele Orsato (olasz) |

| 2013. október 11. 22:00 (UTC+1) |

| Spanyolország        | 2–1               | Fehéroroszország |
| -------------------- | ----------------- | ---------------- |
| Xavi 61' Negredo 78' | (0–0) Jegyzőkönyv | Kornilenko 89'   |

| Son Moix, Palma de Mallorca Nézőszám: 22 900 Játékvezető: Bas Nijhuis (holland) |

| 2013. október 15. 21:00 (UTC+2) |

| Franciaország                            | 3–0               | Finnország |
| ---------------------------------------- | ----------------- | ---------- |
| Ribéry 8' Toivio 76' (öngól) Benzema 87' | (1–0) Jegyzőkönyv |            |

| Stade de France, Saint-Denis Nézőszám: 70 156 Játékvezető: Michael Koukoulakis (görög) |

| 2013. október 15. 21:00 (UTC+2) |

| Spanyolország        | 2–0               | Grúzia |
| -------------------- | ----------------- | ------ |
| Negredo 26' Mata 61' | (1–0) Jegyzőkönyv |        |

| Carlos Belmonte, Albacete Nézőszám: 16 133 Játékvezető: Florian Meyer (német) |